# Hans-Joachim Borzym
Hans-Joachim Borzym   (Brandenburg an der Havel, 7 de gener de 1948) és un remer alemany, ja retirat, que va competir sota bandera de la República Democràtica Alemanya durant la dècada de 1970. Està casat amb Petra Grabowski.
El 1972 va prendre part en els Jocs Olímpics d'Estiu de Munic, on guanyà la medalla de bronze en la prova del vuit amb timoner del programa de rem.
Una vegada retirat exercí d'entrenador de la selecció de rem de l'antiga RDA i de la xinesa.